# Favourite Worst Nightmare
Albums de Arctic Monkeys
Whatever People Say I Am, That's What I'm Not
(2006) Humbug
(2009)
Singles
1. Brianstorm
Sortie : 2 avril 2007
2. Fluorescent Adolescent
Sortie : 4 juillet 2007
3. Teddy Picker
Sortie : 3 décembre 2007

Favourite Worst Nightmare est le deuxième album studio du groupe britannique de rock indépendant Arctic Monkeys sorti le 23 avril 2007 sur le label Domino Records en Europe, mais dès le 18 avril 2007 au Japon. De nouveau plébiscité par les critiques musicales, le disque affiche de très bonnes ventes, bien qu'inférieures à son prédécesseur, et remporte le BRIT Awards du « Meilleur album de l'année ».

## Contexte et enregistrement
Alex Turner et Jamie Cook forment Arctic Monkeys en 2002 avec deux autres élèves de leur école de Sheffield : Andy Nicholson à la basse et Matt Helders à la batterie. Leur profil MySpace, créé par les fans, permet à ceux-ci de s'échanger les démos enregistrées par le groupe et connaît un grand succès, surtout dans le nord du Royaume-Uni, ce qui intéresse les tabloïds britanniques et la BBC.
Après un premier EP autoproduit, la formation de Sheffield signe finalement avec Domino Records pour leur aspect DIY en juin,. Ils enregistrent leur premier album studio de juin à septembre aux Chapel Studios, avec Jim Abbiss à la production et se produisent à guichets fermés à plusieurs reprises dans le Royaume, régulièrement acclamés par la foule et la presse,. Whatever People Say I Am, That's What I'm Not sort le 23 janvier 2006 et entre directement à la première place des charts britanniques, dépassant largement le record de l'album le plus rapidement vendu avec 363 735 exemplaires à sa première semaine. Avec plus d'1,5 million de copies vendues outre-Manche, il y est disque de platine. La presse est également unanime et l'applaudit largement, certaines critiques y voyant déjà l'émergence d'un grand talent,,. L'album décroche le Mercury Music Prize à la rentrée, récompense suprême pour un disque britannique, et devient rapidement une référence musicale des années 2000,,.
Arctic Monkeys continue d'enregistrer de nouveaux morceaux et publie un EP le 24 avril 2006, Who the Fuck Are Arctic Monkeys?, avant de partir en tournée en Amérique du Nord sans Andy Nicholson, fatigué par l'accumulation de concerts. Il quitte définitivement le groupe lorsque ce dernier rentre au pays et est remplacé par Nick O'Malley qui avait participé à la tournée américaine. Un nouvel EP, Leave Before the Lights Come On, sort le 14 août et se classe 4e des classements de ventes. La formation enregistre son deuxième album au cours du mois de décembre aux studios Miloco.

## Parution et réception

### Sortie et succès commercial
Le premier single, Brianstorm, sort le 2 avril 2007, soit trois semaines avant Favourite Worst Nightmare, et se classe en 2e position de l'UK Singles Chart. L'album est publié en premier au Japon, le 18 avril 2007 sur le label Hostess Entertainment (en), n'arrivant que six jours plus tard au Royaume-Uni et en France. Il rentre directement en tête du classement britannique des ventes d'albums, avec plus de 85 000 exemplaires vendus le premier jour et plus de 220 000 dès la première semaine. Le disque est également au sommet des classements danois, irlandais et hollandais, n'occupant que la 6e place au mieux dans son homologue français. Aux États-Unis, il ne fait mieux qu'une 7e place avec 44 000 ventes à sa première semaine.
Avec plus de 820 000 exemplaires vendus outre-Manche en septembre 2013, l'album y est certifié double disque de platine. Il est également disque d'or en Australie, au Canada et au Japon. Niveau récompenses, contrairement à son prédécesseur, Favourite Worst Nightmare n'est que nommé pour le Mercury Music Prize en 2007, mais remporte malgré tout le prix du « Meilleur album de l'année » aux BRIT Awards.

### Classements et certifications
| Classement musical                 | Meilleure position |
| ---------------------------------- | ------------------ |
| Allemagne (Media Control AG)       | 2                  |
| Australie (ARIA)                   | 2                  |
| Autriche (Ö3 Austria Top 40)       | 6                  |
| Belgique (Wallonie Ultratop)       | 9                  |
| Belgique (Flandre Ultratop)        | 3                  |
| Canada (Canadian Albums)           | 4                  |
| Danemark (Tracklisten)             | 1                  |
| Espagne (Promusicae)               | 20                 |
| États-Unis (Billboard 200)         | 7                  |
| Finlande (Suomen virallinen lista) | 14                 |
| France (SNEP)                      | 6                  |
| Irlande (IRMA)                     | 1                  |
| Italie (FIMI)                      | 14                 |
| Japon (Oricon)                     | 4                  |
| Mexique (AMPROFON)                 | 43                 |
| Norvège (VG-lista)                 | 2                  |
| Nouvelle-Zélande (RIANZ)           | 4                  |
| Pays-Bas (Mega Album Top 100)      | 1                  |
| Pologne (ZPAV)                     | 48                 |
| Royaume-Uni (UK Albums Chart)      | 1                  |
| Suède (Sverigetopplistan)          | 17                 |
| Suisse (Schweizer Hitparade)       | 6                  |

| Pays        | Ventes   | Certifications |
| ----------- | -------- | -------------- |
| Australie   | 70 000+  | Or             |
| Canada      | 50 000+  | Or             |
| Japon       | 100 000+ | Or             |
| Royaume-Uni | 600 000+ | 2 × Platine    |

### Accueil critique
Tout comme son prédécesseur, Favourite Worst Nightmare est également applaudi par la critique à sa sortie, obtenant le même score de 82 % sur Metacritic, basé sur trente-huit avis. Pour le Q magazine, ce ne sont pas « juste les chansons qui sont meilleures, c'est aussi la façon avec laquelle elles s'enchaînent », tandis que le Mojo l'estime « plus costaud, plus puissant, plus affuté, plus rapide... Une suite extraordinaire et accomplie à leur premier disque ». Le NME confirme ainsi que c'est « le meilleur deuxième album le plus attendu depuis Modern Life Is Rubbish », Uncut ajoutant qu'il « surpasse Meat Is Murder, Second Coming et The Libertines ». Stephen Thomas Erlewine, d'AllMusic, note que « leur premier album montraient les similarités que le groupe partageait avec ses ainés, mais que ce deuxième opus démontre à quel point Arctic Monkeys est unique, vibrant et que Favourite Worst Nightmare est tellement plus excitant que le premier ».
Résumant la tendance générale, l'A.V. Club qualifie « Arctic Monkeys de meilleur groupe de rock du monde, ou au moins du Royaume-Uni », mais qu'« à la différence des autres, ils deviennent meilleurs à chaque album ». Le Guardian considère ainsi qu'ils « repoussent gentiment mais avec assurance les limites de leur son », ce qu'approuve PopMatters, qui trouve aussi ce deuxième album « plus puissant ». Pitchfork remarque malgré tout « qu'il manque quelque chose à ce disque : une chanson telle que A Certain Romance, comme sur le premier ». À l'inverse, le Rolling Stone estime qu'il est « trop lourd et moins immédiat, ce qui le rend un peu moins bon que le précédent, mais c'est la difficulté du deuxième album ». Sputnikmusic surenchérit en évoquant même « de l'inconsistance dans le groupe, pour la première fois ».

## Fiche technique

### Liste des titres
Toutes les paroles sont écrites par Alex Turner, toute la musique est composée par Arctic Monkeys.
| No  | Titre                     | Durée |
| --- | ------------------------- | ----- |
| 1.  | Brianstorm                | 2:50  |
| 2.  | Teddy Picker              | 2:43  |
| 3.  | D Is for Dangerous        | 2:16  |
| 4.  | Balaclava                 | 2:49  |
| 5.  | Fluorescent Adolescent    | 2:57  |
| 6.  | Only Ones Who Know        | 3:02  |
| 7.  | Do Me a Favour            | 3:27  |
| 8.  | This House Is a Circus    | 3:09  |
| 9.  | If You Were There, Beware | 4:34  |
| 10. | The Bad Thing             | 2:23  |
| 11. | Old Yellow Bricks         | 3:11  |
| 12. | 505                       | 4:13  |

| 13. | Da Frame 2R | 2:50 |
| 14. | Matador     | 4:57 |

| Arctic Monkeys - Alex Turner : chant, guitare, orgue électronique Vox Continental (en) sur 505, guitare baryton sur If You Were There, Beware - Jamie Cook : guitare, chœur - Nick O'Malley : basse, chœur - Matt Helders : batterie, tambourin, chœur Musiciens additionnels - James Ford : guitare sur Only Ones Who Know - Miles Kane : guitare sur 505 | - James Ford : production et mixage - Mike Crossey : production et mixage - Alan Moulder : mixage - George Marino : matriçage - Juno Liverpool : design et illustrations - Matt Goodfellow : photographie - 54 Crew : artwork |